# Vjačeslav Zinkov
Vjačeslav Sergeevič Zinkov (in russo Вячеслав Сергеевич Зинков?; Petrozavodsk, 26 maggio 1993) è un calciatore russo, centrocampista del Šinnik.

## Caratteristiche tecniche
È un mediano.

## Carriera
Cresciuto nelle giovanili dello Zenit San Pietroburgo, ha esordito in prima squadra il 26 maggio 2013 in un match pareggiato 0-0 contro l'Amkar Perm'.

## Statistiche

### Presenze e reti nei club
Statistiche aggiornate al 15 febbraio 2017.
| Stagione        | Squadra                | Campionato      | Campionato | Campionato | Coppe nazionali | Coppe nazionali | Coppe nazionali | Coppe continentali | Coppe continentali | Coppe continentali | Altre coppe | Altre coppe | Altre coppe | Totale | Totale | Totale |
| Stagione        | Squadra                | Comp            | Pres       | Reti       | Comp            | Pres            | Reti            | Comp               | Pres               | Reti               | Comp        | Pres        | Reti        | Pres   | Reti   |        |
| --------------- | ---------------------- | --------------- | ---------- | ---------- | --------------- | --------------- | --------------- | ------------------ | ------------------ | ------------------ | ----------- | ----------- | ----------- | ------ | ------ | ------ |
| 2012-2013       | Zenit San Pietroburgo  | PL              | 1          | 0          | CR              | 0               | 0               |                    | -                  | -                  |             | -           | -           | 1      | 0      |        |
| 2013-2014       | Zenit-2                | PPF             | 29         | 4          | CR              | 0               | 0               |                    | -                  | -                  |             | -           | -           | 29     | 4      |        |
| 2014-2015       | Zenit-2                | PPF             | 25         | 2          | CR              | 0               | 0               |                    | -                  | -                  |             | -           | -           | 25     | 2      |        |
| 2015-2016       | Zenit San Pietroburgo  | PL              | 0          | 0          | CR              | 1               | 0               |                    | -                  | -                  |             | -           | -           | 1      | 0      |        |
| 2015-2016       | Zenit-2                | 1D              | 33         | 3          | CR              | 0               | 0               |                    | -                  | -                  |             | -           | -           | 33     | 3      |        |
| 2016-gen. 2017  | Zenit-2                | 1D              | 0          | 0          | CR              | 0               | 0               |                    | -                  | -                  |             | -           | -           | 0      | 0      |        |
| gen.-giu. 2017  | Kryl'ja Sovetov Samara | PL              | 13         | 0          | CR              | 1               | 0               |                    | -                  | -                  |             | -           | -           | 14     | 0      |        |
| 2017-gen. 2018  | Kryl'ja Sovetov Samara | 1D              | 13         | 0          | CR              | 3               | 0               |                    | -                  | -                  |             | -           | -           | 16     | 0      |        |
| gen.-giu. 2018  | Zenit San Pietroburgo  | PL              | 0          | 0          | CR              | 0               | 0               |                    | -                  | -                  |             | -           | -           | 0      | 0      |        |
| Totale carriera | Totale carriera        | Totale carriera | 114        | 9          |                 | 5               | 0               |                    | -                  | -                  |             | -           | -           | 119    | 9      |        |